# Licitar

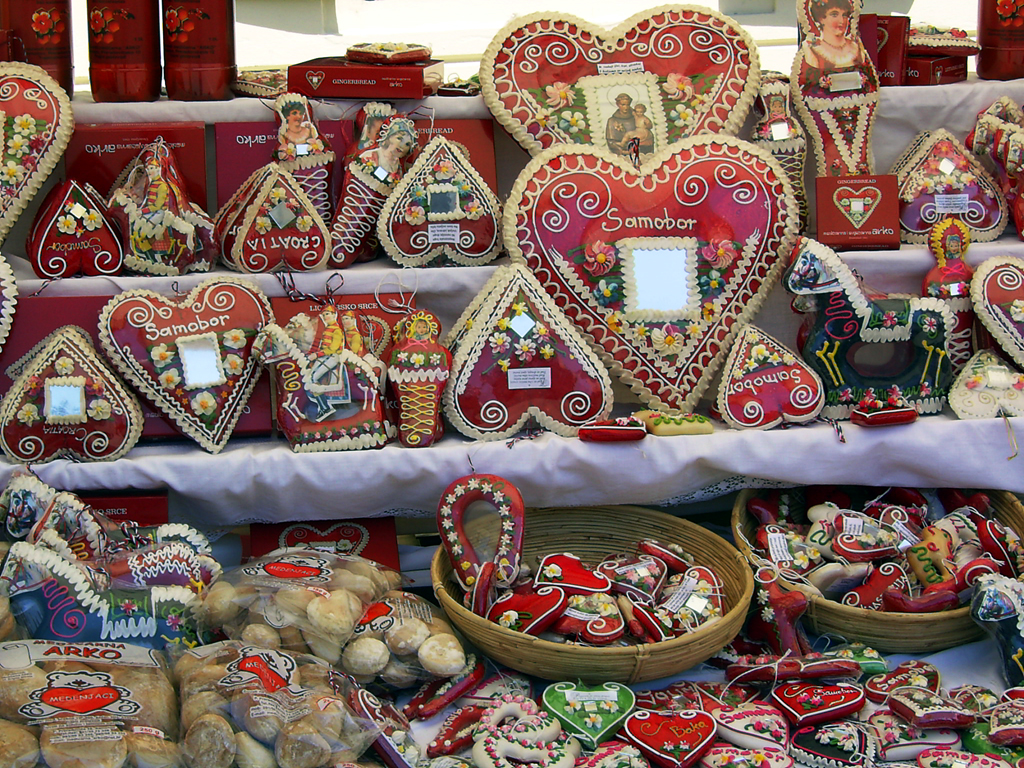
Licitarhjärtan i Samobor.

Licitar (plural kroatiska: licitari, plural svenska: licitarer/licitarhjärtan) är ett traditionellt hjärtformat bakverk från Zagreb och norra Kroatien. De ges ofta som en dekorativ gåva vid speciella högtider såsom bröllop, Alla hjärtans dag och födelsedagar. Licitarhjärtan är även en vanlig juldekoration som hängs i julgranen vid jul i Kroatien. 
Sedan 2010 är tillverkningsprocessen av licitarhjärtan i norra Kroatien upptagen på Unescos lista över mänsklighetens immateriella kulturarv.

## Historia
Traditionen att tillverka licitarer sträcker sig från 1300-talet. Licitartillverkarna kallades för Medičari och var högt aktade i samhället. Tillverkningsprocessen spreds från generation till generation och var ursprungligen ett mansgöra. Traditionen blev känd och spreds över hela Kroatien sedan många katolska pilgrimer förde med sig licitarer hem efter att ha vallfärdat till orten Marija Bistrica där lokala producenter sålde dem till besökarna. 
Idag utgör licitartillverkarna viktiga deltagare i lokala festligheter, evenemang och sammankomster och ger lokalbefolkningen en känsla av identitet och kontinuitet. Hjärtana är idag en av de mer igenkännbara symbolerna för den kroatiska identiteten och säljs i turistiska sammanhang som souvenirer.